# Birger Lyne
Birger Lyne, född 4 januari 1893, död 30 juni 1969 i Storkyrkoförsamlingen, Stockholm, var en svensk skådespelare.

## Filmografi
- 1924 – Gösta Berlings saga
- 1925 – Karl XII del II

## Teater

### Roller
| År   | Roll | Produktion                | Regi          | Teater         |
| ---- | ---- | ------------------------- | ------------- | -------------- |
| 1926 |      | Kassabrist Vilhelm Moberg | Erik Berglund | Blancheteatern |